# Mój stary (opowiadanie)
Mój stary (ang. My old Man) – opowiadanie autorstwa Ernesta Hemingwaya.

## Fabuła
Opowiadanie opowiada o ostatnich dniach Joego spędzonych razem z ojcem, wielbicielem jazdy konnej. W trakcie swojej podróży nie raz jeżdżą razem konno, a w finale opowiadania ojciec głównego bohatera kupuje własnego konia i bierze udział w wyścigach, na których ginie w wyniku wypadku. Istotą opowiadania są opisy wyścigów konnych, miejscowości we Francji i Hiszpanii, a przede wszystkim relacje, jakie łączą ojca z synem.